# 畑中 (小惑星)
畑中（はたなか、4051 Hatanaka）は、小惑星帯に位置する小惑星。
1978年11月1日、冨田弘一郎が南フランスのコソル（地球力学・位置天文学センター/CERGA）で発見した。

## 名称
電波天文学者・畑中武夫（1914年 - 1963年）に因む。
東京大学教授・東京天文台天体電波部長を務めた畑中は、日本の電波天文学の開拓者と評される。日本学術会議会員として、日本の宇宙観測計画の発展にも寄与したが、49歳で急死した。
発見者冨田の夫人が、畑中の秘書を務めていたという縁がある。発見者によって提案され、1990年3月に命名された。